# LDR

Símbol del LDR utilitzat als esquemes dels circuits

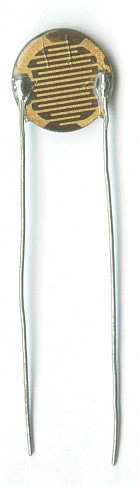
LDR

Una cèl·lula fotoconductora, cèl·lula fotoresistiva, fotoresistència o LDR és un dispositiu electrònic semiconductor emprat per produir un senyal de sortida en resposta a un altre senyal d'entrada (una resistència) que té la propietat de variar el seu valor en funció de la intensitat de la llum incident. En presència d'una gran intensitat de llum la seva resistència elèctrica és baixa, de l'ordre dels 100 Ω. En canvi a les fosques, sense llum, la seva resistència és alta, de l'ordre de 10 MΩ.
Una fotoresistència està feta d'un semiconductor d'alta resistència. Si la llum que incideix en el dispositiu supera certa freqüència, els fotons absorbits pel semiconductor donen als electrons lligats l'energia suficient per saltar a la banda de conducció. L'electró lliure que en resulta (i el seu forat associat) condueix l'electricitat, disminuint així la resistència.
Un dispositiu fotoelèctric pot ser intrínsec o extrínsec. En els dispositius intrínsecs, els únics electrons disponibles estan en la banda de la valència, per tant el fotó ha de tenir prou energia per a excitar un electró a través de tota la banda prohibida. Els dispositius extrínsecs tenen impureses afegides, que tenen energia d'estat més proper a la banda de conducció, ja que els electrons no han saltar lluny, els fotons amb menys energia (és a dir, els de major longitud d'ona i freqüència més baixa) són suficients per activar el dispositiu.

## Les cèl·lules de sulfur de Cadmi
Les cèl·lules de sulfur de cadmi (CdS) es basen en la capacitat del cadmi de variar la seva resistència segons la quantitat de llum que toca la cèl·lula. Quanta més llum, més baixa és la resistència. Encara que no és exacta, una cèl·lula simple de CdS pot tenir una àmplia gamma de resistència de prop de 600Ω en llum brillant a 1 o 2 MΩ en la foscor.
Les cèl·lules són també capaces de reaccionar a una àmplia gamma de freqüències, incloent-hi raigs infrarojos (IR), llum visible i llum ultraviolada (UV).

## Usos
Es fabriquen LDR's de diversos tipus: es poden trobar cèl·lules barates de sulfur de cadmi en molts articles de consum, per exemple càmeres de fotografia, mesuradors de llum, rellotges amb ràdio, alarmes de seguretat i sistemes d'engegada i apagada d'enllumenat públic en funció de la llum ambiental. Per una altra banda, existeixen fotoconductors de Ge:Cu, que són els sensors que funcionen dins de la gamma més baixa de raigs infraroigs. També s'utilitzen molt en els sensors de llum.